# FKP Scorpio
FKP Scorpio Konzertproduktionen GmbH ist ein in Hamburg ansässiges Veranstaltungsunternehmen, das seit 1990 im Veranstaltungsbereich tätig ist. Das Kerngeschäft ist neben der eigenverantwortlichen Planung und Durchführung bundes- und europaweiter Tourneen und örtlicher Veranstaltungen im Musik- und Showsegment der Festivalmarkt. FKP Scorpio zählt zu den größten Konzertveranstaltern in Europa. CTS Eventim hält über die Eventim Live GmbH 50,2 % der Anteile an FKP Scorpio.

## Geschichte
FKP Scorpio wurde im August 1990 von Folkert Koopmans in Hamburg gegründet. Zunächst wurden Reggae- und Blueskonzerte organisiert, die bis dato nicht sehr häufig durchgeführt wurden.
1997 wurde das erste Hurricane Festival von FKP veranstaltet.
Seit 2000 wird der Chiemsee Summer von FKP durchgeführt.
Während die 2000er Jahre durch die Konsolidierung des Festivalmarktes in Deutschland geprägt waren und FKP 2009 zu einem der größten deutschen Veranstalter wurde, lag der Fokus in den 2010er Jahren auf der Expansion in Europa. So wurde zum Beispiel im Jahr 2011 in Schweden eine Niederlassung eröffnet, um dort Konzerte und Festivals anbieten zu können.
Seit 2010 ist FKP Scorpio am Deichbrand beteiligt.
Seit 2012 gehört die niederländische Booking-Agentur Friendly Fire zur Unternehmensgruppe.
2018 expandierte das Unternehmen nach Norwegen und richtet Konzerte von Bon Iver, George Ezra und Biffy Clyro aus.
Nur ein Jahr später wurde durch eine polnische Tochtergesellschaft der polnische Markt erschlossen.
Das zehnte internationale Büro von FKP Scorpio wurde 2020 in Belgien eröffnet.

## Beteiligungen und Festivals
Zur Unternehmensgruppe FKP Scorpio gehören zudem noch die Palazzo Produktionen GmbH, Palazzo Produktionen Berlin GmbH und die Palazzo Produktionen Wien GmbH sowie weitere Tochterunternehmen in ganz Europa. Geschäftsführer der FKP Scorpio Unternehmensgruppe sind Folkert Koopmans, Stephan Thanscheidt und seit 2024 Freddy de Wall. Die Geschäftsführer von Palazzo sind Folkert Koopmans und Michaela Töpfer.
Zu den Festivals, die von FKP Scorpio verwirklicht werden, gehören in Deutschland unter anderem Rock am Ring, Rock im Park, Hurricane, Southside, Deichbrand, Highfield, M’era Luna, Elbjazz, Plage Noire und A Summer’s Tale sowie die beiden Hallenfestivals Metal Hammer Paradise und Rolling Stone Weekender.
Zudem werden als europäische Festivals Lido Sounds (Österreich), Syd for Solen (Dänemark),  Provinssirock (Finnland), Sideways (Finnland), Indian Summer Festival (Niederlande), Best Kept Secret (Niederlande), Live is Live (Belgien), Listen Festival (Belgien), Malakoff (Norwegen) und das Schweizer Greenfield Festival veranstaltet.